# Bruinoorvliegenvanger
De bruinoorvliegenvanger (Poecilodryas cerviniventris) is een zangvogel uit de familie Petroicidae (Australische vliegenvangers).

## Verspreiding en leefgebied
Deze soort is endemisch in Australië en komt voor van het noordwesten tot het noordoosten.

## Status
De grootte van de populatie is niet gekwantificeerd maar de soort wordt omschreven als algemeen. Op de Rode lijst van de IUCN heeft deze soort de status niet bedreigd.